# 8836 Aquifolium
8836 Aquifolium este un asteroid din centura principală de asteroizi.

## Descriere
8836 Aquifolium este un asteroid din centura principală de asteroizi. A fost descoperit pe 26 septembrie 1989 la Observatorul La Silla de Eric Walter Elst. El prezintă o orbită caracterizată de o semiaxă mare de 3,06 ua, o excentricitate de 0,04 și o înclinație de 9,8° în raport cu ecliptica.